# Chickering & Sons
Chickering & Sons war ein US-amerikanisches Klavierbauunternehmen mit Sitz in Boston, bekannt für die Herstellung preisgekrönter Instrumente von herausragender Qualität und Design. Das Unternehmen wurde 1823 von Jonas Chickering und James Stewart gegründet, aber die Partnerschaft erlosch vier Jahre später. 1830 nahm Jonas Chickering John Mackay als Partner auf und firmierte um zu Chickering & Company, später Chickering & Mackay bis zum Tode Mackay sr. 1841. Chickering reorganisierte 1853 das Unternehmen als Chickering & Sons. Chickering-Klaviere wurden bis 1983 hergestellt.

## Berühmtestes Klavier
Es war Phineas Taylor Barnum, der die Sängerin Jenny Lind – die „schwedische Nachtigall“ – zu einer Konzerttournee durch die Staaten überredete. Hierzu orderte Barnum ein spezielles Klavier, das zu den letztlich 93 Konzerten eingesetzt wurde. Das Klavier war im August 1850 fertiggestellt, Jenny Lind traf im September ein, und die Konzertserie begann in Boston. Ihr Pianist und Begleiter war Otto Goldschmidt, den sie am Schluss der Tournee heiratete.
Gleichzeitig mit dem Tourneebeginn trafen Henry E. Steinway (Steinweg) und seine große Familie in New York als Einwanderer aus Deutschland ein. Henry besuchte das New Yorker Lind-Konzert, zeigte aber wenig Interesse für die Sängerin. Stattdessen sah er sich sehr genau den Chickering-Flügel an, so intensiv, dass man ihn zum Konzertbeginn vom Klavier hinwegbefördern musste.
Am 1. Dezember 1852 zerstörte ein schweres Feuer die Klavierfabrik Chickering, die in der 336 Washington Street in Boston ansässig war. Ein Polizist kam dabei ums Leben. Die Wände der Fabrik brachen ein, angrenzende Gebäude fingen ebenfalls Feuer. 1853/54 entstand eine neue Fabrik in der 791 Tremont Street in Boston; dieses Gebäude steht bis heute. Es wurde 1972 in Künstlerateliers gegliedert.
Jonas Chickering gelangen einige wichtige Beiträge zur Entwicklung des Klaviers. Wesentliches Element war die Einführung der einteiligen Gusseisen-Platte, um die hohen Kräfte der Saitenanlage größerer Flügel abfangen zu können.
Chickering war zur Mitte des 19. Jahrhunderts der größte Klavierbauer der USA, wurde aber 1860 von Steinway & Sons überholt. 1867 erhielt Jonas’ Sohn Frank Chickering für seine Verdienste um die Klavierkunst auf der Weltausstellung in Paris aus den Händen von Napoleon III. das „Kaiserkreuz“ der französischen Ehrenlegion, zu jener Zeit eine der weltweit prestigeträchtigsten Auszeichnungen auf nichtmilitärischem Gebiet. Dies war eine von mehr als 20 Auszeichnungen, die der Klavierbauer über die Jahre gewann.
Diese Auszeichnung und andere Preise, zusammen mit den in Paris verteilten Goldmedaillen, war Teil der „Klavierkriege“ in den USA, die neun Jahre später auf der Weltausstellung in Philadelphia gipfelten: die Interpretation, welche Medaillen mehr wert seien, lieferte der Presse der Ostküste der USA Stoff zur Berichterstattung auf Jahre. Sowohl die von Steinway als auch die von Chickering gewonnenen Medaillen finden sich an den Konzerthallen-Gebäuden in New York bis heute an den jeweiligen Fassaden. Damals beanspruchte jeder der Beteiligten, das beste Klavier der Welt zu bauen.
Das Unternehmen Chickering wurde 1908 Teil der Klavierbau-Gesellschaft American Piano Company (Ampico).
Der Name „Chickering“ findet sich weiter auf Klavieren der Baldwin Piano Company.